# Linha 5 (Metro de Madrid)

Linha 5

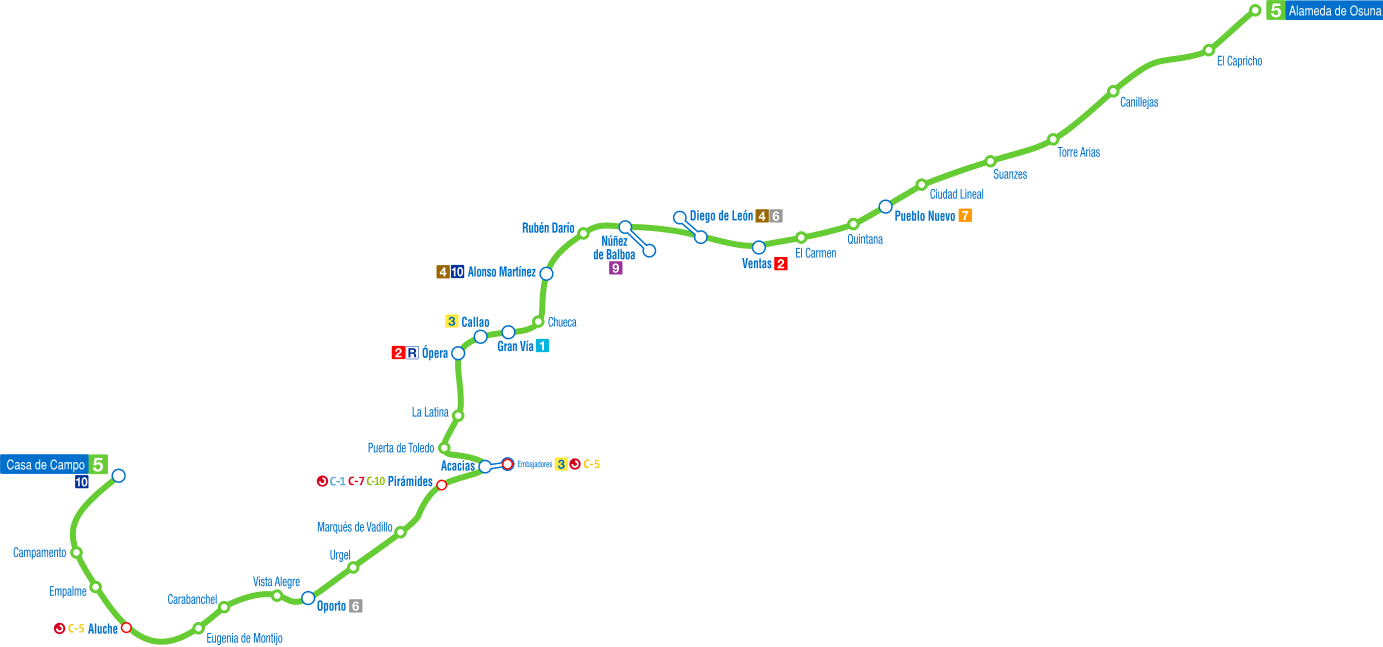
Linha 5 na rede do metro de Madrid.

A Linha 5 - Verde Claro do Metro de Madrid tem um comprimento de 23,2 quilómetros e 32 estações. 

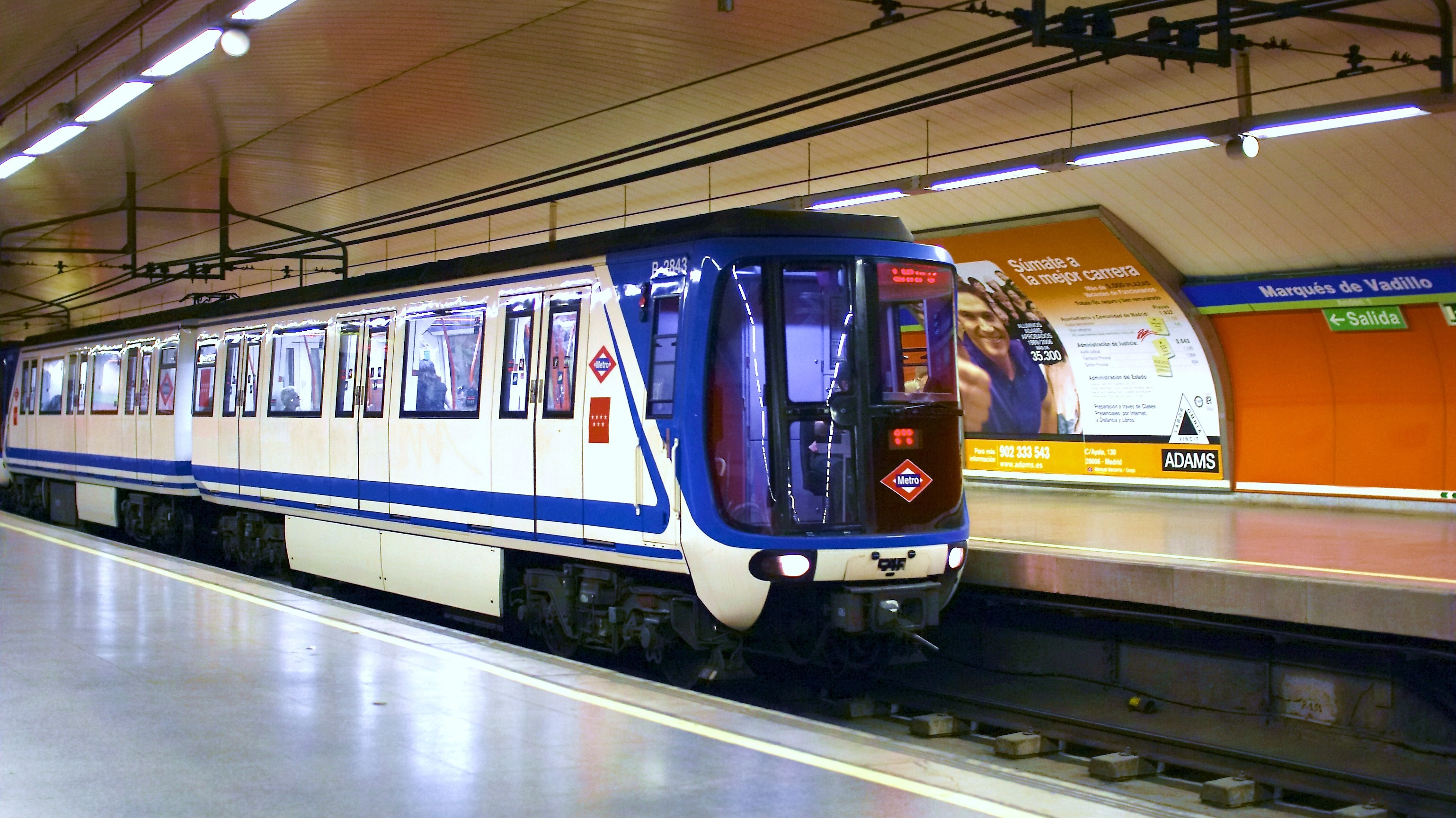
Trem da Linha 5, na Estação Marqués de Vadillo.

O primeiro trecho da linha foi da estação de Aluche até Carabanchel, inaugurado em 1961 apesar de inicialmente fazer parte do "Ferrocarril Suburbano de Carabanchel (FCS)" como linha 10, e só passou a linha de metro em 1976.
O trecho Ventas - Ciudad Lineal foi inaugurado em 1964, e Callao - Carabanchel em 1968 e em 1970 foram unidos numa só linha.
A ampliação até Canilleja foi realizada em 1980 e em 2002  foi integrado no trecho Aluche - Casa de Campo que também pertencia à linha  10.